# Jennifer Edwards
Jennifer Edwards (Los Ángeles, California; 25 de marzo de 1957) es una actriz estadounidense.
Toda su familia tiene vínculos con el cine. Hija del director Blake Edwards y su primera esposa, Patricia Walker. Hijastra de la segunda esposa de éste, la estrella de Hollywood, Julie Andrews. Hermana de Geoffrey Edwards, medio hermana de Joanna y Amy Edwards y hermanastra de Emma Walton. Madre de la joven actriz Hannah Schneider que, actualmente (2005), está iniciando su carrera. Además tiene otro hijo, Kayre, que ya la ha convertido en abuela. Su nieto se llama Shealy. 
Por ahora (diciembre de 2005), la filmografía de Hannah solo cuenta con un título en el que aparece como actriz de reparto: Princesa por sorpresa 2 (The princess diaries 2: Royal engagement) de Garry Marshall. En esta película también intervienen la esposa de su abuelo, Julie Andrews, y su tía: Amy Edwards.
Una anécdota relatada en casi todas las biografías de Jennifer es que, siendo una niña, cuando se estrenó el telefilme Heidi, se la tachó como la niña más odiada de América. No porque su interpretación fuese pésima, sino por las circunstancias que rodearon el estreno de la misma en la NBC el 17 de noviembre de 1968. Justo antes del estreno, la NBC estaba emitiendo un partido entre los Oakland Raiders y los New York Jets. Cuando llegó la hora del estreno, el partido aún no había terminado y, por si fuera poco, el resultado iba muy apretado (32-29). La cadena no tuvo el miramiento debido y cortó la retransmisión del partido, cuando aún faltaban 2 minutos para su finalización y dio inicio a la película. Finalmente, los New York Jetsy, en esos 2 minutos que quedaban de partido, dieron la vuelta al marcador, anotando dos touchdowns y ganaron el partido. La prensa y los aficionados al fútbol americano criticaron el hecho y protestaron. El escándalo del llamado The Heidi Bowl fue tal que fue la primera y la última vez que sucedió algo semejante. Desde entonces todos los partidos se transmiten de principio a fin.
Relacionada con ésta, hay una segunda anécdota y es que 35 años después del suceso, Jennifer y el ex-quarterback de los New York Jets Joe Namath coincidieron en un vuelo de Los Ángeles a Nueva York. Ambos coincidieron y afirmaron, ante los medios de comunicación que se hicieron de aquel suceso, que fue una experiencia agradable. 
A diferencia de su padre, la escritura no es su pasión, pero escribió con él la historia original en que está basado el guion del telefilm Justin Case (1988) de Blake Edwards, que firmó su padre en solitario.
En televisión, Jennyfer Edwards también ha aparecido como estrella invitada en algunas 
series.
Ha trabajado con su padre en la película El hijo de la pantera rosa.

## Filmografía
1. 1962 - Días de vino y rosas (Days of wine and roses) de Blake Edwards.
2. 1968- Heidi. Telefilme dirigido por Delbert Mann.
3. 1969- El pescador pescado (Hook, Line & Sinker) de George Marshall.
4. 1972- Diagnóstico: asesinato de Blake Edwards (The carey treatment).
5. 1973- Pregúntale a Alicia (Go ask Alice) Telefilm dirigido por John Korty.
6. 1981- Sois hOnrados Bandidos (S.O.B.) de Blake Edwards. (En Argentina, el título se tradujo como Se acabó el mundo)
7. 1983 - Mis problemas con las mujeres de Blake Edwards  (The man who loved women)
8. 1983 - Littleshots Telefilme dirigido por Ron Howard.
9. 1983 - Making of a male model. Telefilme dirigido por Irving J. Moore.
10. 1986 - Así es la vida (That's life!) de Blake Edwards. En Argentina, el título se tradujo como Esto es vida).
11. 1986 - El gran enredo (A fine mess) de Blake Edwards. En Argentina, el título se tradujo como Un desparramo memorable.
12. 1988 - La pareja perfecta (The Perfect Match) de Mark Deimel
13. 1988 - Sunset (Sunset) de Blake Edwards. En Argentina, el título se tradujo como Asesinato en Hollywood.
14. 1989 - Peter Gunn de Blake Edwards.
15. 1989 - All's fair de Rocky Lane.
16. 1990 - Overexposed. Telefilme dirigido por Larry Brand.
17. 1993 - El hijo de la pantera rosa (Son of the Pink Panther) de Blake Edwards.
18. 1999 - Premoniciones (Hard Time: The Premonition). Telefilme dirigido por David S. Cass Sr..
19. 2002 - Vampire clan de John Webb
20. 2005 - 180 de James G. Parris.